# Leptopsammia crassa
Espèce
Statut CITES
Leptopsammia crassa est une espèce de coraux appartenant à la famille des Dendrophylliidae.